# Folioceros
Folioceros là một chi rêu trong họ Anthocerotaceae.

## Các loài
Folioceros appendiculatus

Folioceros assamicus

Folioceros dixitianus

Folioceros fuciformis

Folioceros glandulosus

Folioceros indicus

Folioceros kashyapii

Folioceros mamillisporus

Folioceros mangaloreus

Folioceros paliformis

Folioceros physocladus

Folioceros satpurensis

Folioceros spinisporus

Folioceros udarii

Folioceros vesiculosus